# VM i bandy 2011
Verdensmesterskabet i bandy 2011 var det 31. VM i bandy gennem tiden, og mesterskabet blev arrangeret af Federation of International Bandy. Turneringen med deltagelse af 11 hold blev afviklet udendørs i Kazan, Rusland i perioden 23. – 30. januar 2011. Mesterskabet var opdelt i en A-turnering med seks hold og en B-turnering med de øvrige fem hold.
Mesterskabet blev vundet af Rusland, som besejrede Finland med 6-1 i finalen, som for første gang siden VM 2004 ikke var et opgør mellem Sverige og Rusland. Sejren var Ruslands sjette VM-titel gennem tiden (og den 20. VM-titel, hvis man medregner de 14 titler vunder af Sovjetunionen i perioden 1957-1991). Bronzemedaljerne blev vundet af Sverige, som i bronzekampen vandt 14-3 over Kasakhstan. Det var første gang siden 1999, at svenskerne ikke vandt enten guld- eller sølvmedaljer. Kasakhstan sluttede på fjerdepladsen for sjette VM i træk, mens Norge blev nr. 5 for tiende gang i træk.

## A-VM
A-VM havde deltagelse af seks hold: Sverige, Rusland, Finland, Kasakhstan, Norge og USA, og kampene blev spillet på Stadion Trudovye Rezervy i Kazan. De seks hold spillede først en enkeltturnering alle-mod-alle, hvorefter de fire bedst placerede hold gik videre til semifinalerne. Holdet, der endte på sjettepladsen, skulle spille nedrykningskamp mod vinderen af B-gruppen.

### Indledende runde
| Dato  | Tid   | Kamp                 | Res.   | Pause  |
| ----- | ----- | -------------------- | ------ | ------ |
| 23.1. | 15:00 | Rusland – USA        | 17–00  | 6-0    |
| 23.1. | 17:30 | Sverige – Finland    | [0]5–5 | 3-2    |
| 23.1. | 20:00 | Norge – Kasakhstan   | 2–7    | 1-2    |
| 24.1. | 13:30 | USA – Kasakhstan     | 2–7    | 1-3    |
| 24.1. | 16:00 | Norge – Sverige      | 00–12  | [0]0-6 |
| 24.1. | 19:00 | Rusland – Finland    | 3–4    | 1-3    |
| 25.1. | 13:30 | Finland – USA        | 13–20  | 8-1    |
| 25.1. | 16:00 | Kasakhstan – Sverige | 2–7    | 0-5    |
| 25.1. | 19:00 | Rusland – Norge      | 13–10  | 7-0    |
| 26.1. | 13:30 | Finland – Norge      | 9–0    | 4-0    |
| 26.1. | 16:00 | Sverige – USA        | 8–1    | 3-0    |
| 26.1. | 19:00 | Rusland – Kasakhstan | 7–2    | 2-1    |
| 27.1. | 13:30 | USA – Norge          | 3–7    | 1-2    |
| 27.1. | 16:00 | Kasakhstan – Finland | 3–4    | 2-3    |
| 27.1. | 19:00 | Rusland – Sverige    | 5–2    | 4-0    |

| Hold       | Kampe | Mål   | Point |
| ---------- | ----- | ----- | ----- |
| Finland    | 5     | 35-13 | 9     |
| Rusland    | 5     | 45-09 | 8     |
| Sverige    | 5     | 34-13 | 7     |
| Kasakhstan | 5     | 21-22 | 4     |
| Norge      | 5     | 10-44 | 2     |
| USA        | 5     | 08-52 | 0     |

### Semifinaler, bronzekamp og finale
| Dato        | Tid   | Kamp                 | Res.   | Pause |
| ----------- | ----- | -------------------- | ------ | ----- |
| Semifinaler |       |                      |        |       |
| 29.1.       | 13:00 | Rusland – Sverige    | 3–2    | 3-1   |
| 29.1.       | 16:00 | Finland – Kasakhstan | [0]5–4 | 3-2   |
| Bronzekamp  |       |                      |        |       |
| 30.1.       | 11:00 | Sverige – Kasakhstan | 14–30  | 4-2   |
| Finale      |       |                      |        |       |
| 30.1.       | 17:00 | Finland – Rusland    | 1–6    | 1-3   |

## B-VM
B-VM havde deltagelse af fem hold: Canada, Letland, Holland, Ungarn, samt Hviderusland, som dermed vendte tilbage efter et års fravær. Derudover var det rapporteret, at Armenien og Litauen planlagde at deltage for første gang, mens Mongoliet til gengæld denne gang ikke var tilmeldt. Australien havde for første gang tilmeldt et hold men måtte senere melde afbud på grund af den alvorlige situation med oversvømmelser i landet.
B-VM afvikledes på Stadion Raketa i Kazan. De fem hold spillede først en enkeltturnering alle-mod-alle. Vinderen af gruppen kvalificerede sig til oprykningskampen mod nr. 6 fra A-gruppen. Nr. 2 og 3 spillede placeringskamp om 2.-pladsen, mens nr. 4 og 5 spillede placeringskamp om 4.-pladsen.

### Indledende runde
| Dato  | Tid   | Kamp                   | Res.  | Pause |
| ----- | ----- | ---------------------- | ----- | ----- |
| 24.1. | 11:00 | Hviderusland – Letland | 15–20 | 9-1   |
| 24.1. | 14:00 | Canada – Ungarn        | 14–30 | 9-0   |
| 25.1. | 11:00 | Canada – Letland       | 13–00 | 4-0   |
| 25.1. | 14:00 | Holland – Hviderusland | 01–12 | 1-7   |
| 26.1. | 11:00 | Holland – Canada       | 2–4   | 2-3   |
| 26.1. | 14:00 | Ungarn – Letland       | 3–4   | 1-2   |
| 27.1. | 11:00 | Holland – Letland      | 2–3   | 2-1   |
| 27.1. | 14:00 | Hviderusland – Ungarn  | 9–2   | 5-0   |
| 28.1. | 11:00 | Hviderusland – Canada  | 8–2   | 3-0   |
| 28.1. | 14:00 | Ungarn – Holland       | 6–3   | 2-3   |

| Hold         | Kampe | Mål   | Point |
| ------------ | ----- | ----- | ----- |
| Hviderusland | 4     | 44-07 | 8     |
| Canada       | 4     | 33-13 | 6     |
| Letland      | 4     | 09-33 | 4     |
| Ungarn       | 4     | 14-30 | 2     |
| Holland      | 4     | 08-25 | 0     |

### Placeringskampe
| Dato               | Tid   | Kamp             | Res.  | Pause |
| ------------------ | ----- | ---------------- | ----- | ----- |
| Kamp om 4.-pladsen |       |                  |       |       |
| 29.1.              | 10:00 | Ungarn – Holland | 9–1   | 5-0   |
| Kamp om 2.-pladsen |       |                  |       |       |
| 29.1.              | 12:30 | Canada – Letland | 18–10 | 10-00 |

## Op- og nedrykningskamp
Vinderen af B-VM, Hviderusland, mødte nr. 6 fra A-VM, USA, i kampen om den sjette og sidste plads i A-gruppen ved næste VM. USA vandt denne kamp med 5-2 og sikrede sig dermed endnu en sæson i A-gruppen.
| Dato  | Tid   | Kamp               | Res. | Pause |
| ----- | ----- | ------------------ | ---- | ----- |
| 29.1. | 10:00 | USA – Hviderusland | 5–2  | 2-2   |

## Samlet rangering
| A-VM 2011 | A-VM 2011  |
| --------- | ---------- |
| Guld      | Rusland    |
| Sølv      | Finland    |
| Bronze    | Sverige    |
| 4.        | Kasakhstan |
| 5.        | Norge      |
| 6.        | USA        |

| B-VM 2011 | B-VM 2011    |
| --------- | ------------ |
| 1.        | Hviderusland |
| 2.        | Canada       |
| 3.        | Letland      |
| 4.        | Ungarn       |
| 5.        | Holland      |